# Keve Hjelm
Karl-Evert "Keve" Hjelm (ur. 23 czerwca 1922 w Gnesta, zm. 3 lutego 2004 w Sztokholmie) – szwedzki aktor i reżyser filmowy. Na przestrzeni lat 1943 – 2004 wystąpił w 70 produkcjach.

## Wybrana filmografia
- Dziewczyna z hiacyntami (Flicka och hyacinter) (1950)
- Dzielnica kruków (Kvarteret Korpen) (1963)
- Miłość 65 (Kärlek 65) (1965)
- Livet är stenkul (1967)
- Hud (1986)
- Dobre chęci (Den goda viljan) (1992)